# Arxiu Comarcal de l'Alt Camp
L'Arxiu Comarcal de l'Alt Camp és un arxiu comarcal ubicat al Passeig dels Caputxins, 18 -Casa de Cultura- de Valls i membre de la Xarxa d'Arxius Comarcals de Catalunya.

## Història
El 1978 es crea l'Arxiu Històric Municipal de Valls, entès com un servei que conserva, descriu i difon els fons que s'hi dipositen. El 7 d'abril de 1983 la firma d'un conveni amb la Generalitat de Catalunya el converteix en Arxiu Històric Comarcal de Valls i a partir de 2006, per palesar que també assumeix competències en gestió documental, canvia el seu nom per l'actual.
Des de la seva creació l'arxiu ha atès més de 14.000 usuaris i l'embrió format pels fons retornats de Barcelona el 1939 (on es van desplaçar per protegir-los de la guerra) ha crescut fins als més de 100 fons d'arreu de la comarca, que superen els 1.800 metres lineals de volum.
D'entre tots ells destaquen el conjunt de 17 fons municipals (en especial el de Valls), el fons notarial del districte, el de la Impremta Castells, la documentació sobre la família Veciana, que ostentà el comandament de les Esquadres de Catalunya fins al 1836 (arribada per diferents vies) i la col·lecció Mercadé, que conté el manuscrit del llibre de les Grandeses de Tarragona de Ponç d'Icard.

## Quadre de fons
Fons de la Generalitat de Catalunya
- Departament d'Agricultura, Ramaderia i Pesca, 1961-2006
- Departament de Cultura, Arxiu Comarcal de l'Alt Camp, 1979-2013
- Departament d'Economia i Finances
- Oficina Liquidadora, 1863-2001
- Servei d'Ocupació de Catalunya, 1987-2005

Fons de l'Administració local
- Consell Comarcal de l'Alt Camp, 1976-2006
- Ajuntament de Valls, 1221-1989
- Ajuntament d'Aiguamúrcia, 1736-2007
- Ajuntament d'Alió, 1739-2007
- Ajuntament de Bràfim, 1614-2007
- Ajuntament de Cabra del Camp, 1688-1980
- Ajuntament de Figuerola del Camp, 1732-2007
- Ajuntament de la Masó, 1807-1992
- Ajuntament del Milà, 1846-2007
- Ajuntament de Mont-ral, 1863-2007
- Ajuntament de Nulles, 1688-2007
- Ajuntament del Pla de Santa Maria, 1738-2004
- Ajuntament del Pont d'Armentera, 1821-2007
- Ajuntament de Pontons (Alt Penedès), 1901-1953
- Ajuntament de Puigpelat, 1748-2007
- Ajuntament de Querol, 1844-1988
- Ajuntament de la Riba, 1819-2000
- Ajuntament del Rourell, 1845-2007
- Ajuntament de Vilabella, 1532-1985

Fons de l'Administració reial i senyorial
- Cort del Batlle de Valls, 1371-1840

Fons notarials
- Fons notarial del districte de Valls, 1277-1967
- Notaris forans, 1383-1935

Fons judicials
- Jutjat de Primera Instància i Instrucció num.1 de Valls, 1844-1989
- Jutjat de Primera Instància i Instrucció num.2 de Valls (antic jutjat municipal, comarcal i de districte), 1836-1989
- Jutjat de Pau d'Alió, 1908-1983
- Jutjat de Pau de Bràfim, 1857-2004
- Jutjat de Pau de Cabra del Camp, 1843-1978
- Jutjat de Pau de Figuerola del Camp, 1789-1986
- Jutjat de Pau de la Masó, 1847-1975
- Jutjat de Pau del Milà, 1853-1987
- Jutjat de Pau de Mont-ral, 1861-1977
- Jutjat de Pau de Nulles, 1849-1974
- Jutjat de Pau de Pla de Santa Maria, 1810-2003
- Jutjat de Pau de Puigpelat, 1845-1991
- Jutjat de Pau de Querol, 1891-1964
- Jutjat de Pau de la Riba, 1903-1935
- Jutjat de Pau del Rourell, 1873-1976

Fons registrals
- Registre de la Propietat de Valls, 1861-1981

Fons d'institucions
- Cambra Agrària Local de Valls, 1946-1994
- Cambra Agrària Local d'Aiguamúrcia, 1944-1994
- Cambra Agrària Local d'Alcover, 1942-1994
- Cambra Agrària Local d'Alió, 1940-1991
- Cambra Agrària Local de Bràfim, 1940-1994
- Cambra Agrària Local de Cabra del Camp, 1944-1987
- Cambra Agrària Local de Figuerola del Camp, 1919-1994
- Cambra Agrària Local dels Garidells, 1941-1992
- Cambra Agrària Local de La Masó, 1915-1994
- Cambra Agrària Local del Milà, 1944-1993
- Cambra Agrària Local de Montferri, 1942-1994
- Cambra Agrària Local de Mont-ral, 1944-1993
- Cambra Agrària Local de Nulles, 1947-1991
- Cambra Agrària Local del Pla de Santa Maria, 1955-1992
- Cambra Agrària Local del Pont d'Armentera, 1944-1994
- Cambra Agrària Local de Puigpelat, 1923-1994
- Cambra Agrària Local de Querol, 1939-1994
- Cambra Agrària Local de Rodonyà, 1955-1994
- Cambra Agrària Local del Rourell, 1937-1993
- Cambra Agrària Local de Vallmoll, 1946-1993
- Cambra Agrària Local de Vilabella, 1954-1993
- Cambra Agrària Local de Vila-rodona, 1945-1993
- Consorci Comarcal de Recollida de Residus Sòlids Urbans, 1994-2003
- Fomento de Iniciativas y Turismo de Valls, 1962-1979
- Junta municipal del cens electoral de Valls, 1909-1977
- Patronat Comarcal de Turisme, 1990-2003
- Patronat Municipal de Turisme d'Aiguamúrcia, 1994-2002

Fons religiosos
- Convent/parròquia del Carme de Valls, 1659-1936
- Convent de monges carmelites calçades de Valls, 1651-1924
- Convent d'antonians de Sant Antoni Abat de Valls, 1579-1945
- Convent de caputxins de Valls (santuari de la Mare de Déu del Lledó), 1700-1836
- Convent de mínims de Sant Francesc de Paula de Valls, 1643-1752
- Esglésies foranes, 1515-1886
- Monestir de Santes Creus, 1815-1830
- Parròquia de Sant Joan de Valls, 1401-1929
- Priorat de Santa Maria de Meià, 1613-1802

Fons d'associacions i fundacions
- Administració del rec de la Cavalleria de Valls, 1892-1916
- Club de futbol de Bràfim, 193?-1994
- Col·lectivat agrícola CNT-AIT de la Masó, 1936-1939
- Cooperativa agrícola d'Aiguamúrcia, 1951-1984
- Cooperativa agrícola del Pla de Santa Maria, 1914-1980
- Junta local del Movimiento d'Alió, 1939-1974
- Junta local del Movimiento de Bràfìm, 1939-1974
- Junta local del Movimiento de Cabra del Camp, 1949-1970
- Junta local del Movimiento de Figuerola del Camp, 1952-1976
- Junta local del Movimiento de la Masó, 1936-1975
- Junta local del Movimiento del Milà, 1958-1973
- Junta local del Movimiento de Mont-ral, 1940-1970
- Junta local del Movimiento de Nulles, 1939-1948
- Junta local del Movimiento de Pla de Santa Maria, 1959-1974
- Junta local del Movimiento de Pont d'Armentera, 1951-1970
- Junta local del Movimiento de Puigpelat, 1944-1976
- Junta local del Movimiento de la Riba, 1952-1966
- Junta local del Movimiento del Rourell, 1945-1974
- Junta local del Movimiento de Valls*
- Junta local del Movimiento de Vilabella, 1950-1971
- Òmnium Cultural de Valls, 1972-1989

Fons comercials i d'empreses
- Fàbrica "Hilados y tejidos de lana Cardona Hermanos", 1861-1892
- Impremta Castells, 1866-1998
- Fábrica "Hijos de Francisco Sans" del Pla de Santa Maria, 1919-1991
- Brunel i Cia. (maquinària agricola Lenurb), 1923-1980
- Farmàcia Català, 1955-1993
- Vilanova-Marquès, arquitectes, 1966-1996
- Crònica de l'Alt Camp, 1979-1987

Fons patrimonials
- Cal Joan de l'Hort, de Nulles (família d'Ignasi Aubià), 1567-1977
- Família Vives Ferrater, 1579-1945
- Família Rocamora, de Vallmoll, 1597-1866
- Joan Moncunill Cirac, 1627-1849
- Família Veciana, 1711-1886
- Cal Franciscanu, de Cabra del Camp, 1787-1972
- Família Robusté, de Valls, 1836-1939
- Família Dasca Moragues, 1896-1974

Fons personals
- Joan Batalla Domènech, 1904-1990
- Magí Ferrando Canela, 1930-1987
- Josep Ollé Rivarés
- Dolors Vives Rodon, 1933-2005

Col·leccions
- Col·lecció Mercadé, 1223-1959
- Col·lecció de documents de l'Ajuntament de Valls, 1482-1953
- Col·lecció de manuscrits de fons comercials i d'empresa, 1745-1890
- Col·leccio de documents de la comunitat claretiana de Valls, 1771-1908
- Col·lecció de premsa local, 1868-2000
- Col·lecció de publicacions oficials, 1833-1972
- Col·lecció de Mn. Anton Tomàs (partitures musicals), s. XX

de Complement
Fons d'Associacions i Fundacions
- Fons fotogràfic de l'Arxiu Bibliogràfic de Santes Creus, 1880-1997

Col·leccions
- Col·lecció de documents de Rafael Castells de París, 1513-1930
- Col·lecció de documents sobre Valls, 1558-1803
- Col·lecció de fotografies, s.XIX-XX
- Col·lecció de manuscrits, 1866
- Col·lecció de pergamins d'Alcover, 1396-1670

## Documents destacats

### Donació del Camp de Tarragona per Ramon Berenguer III a l'arquebisbe Oleguer

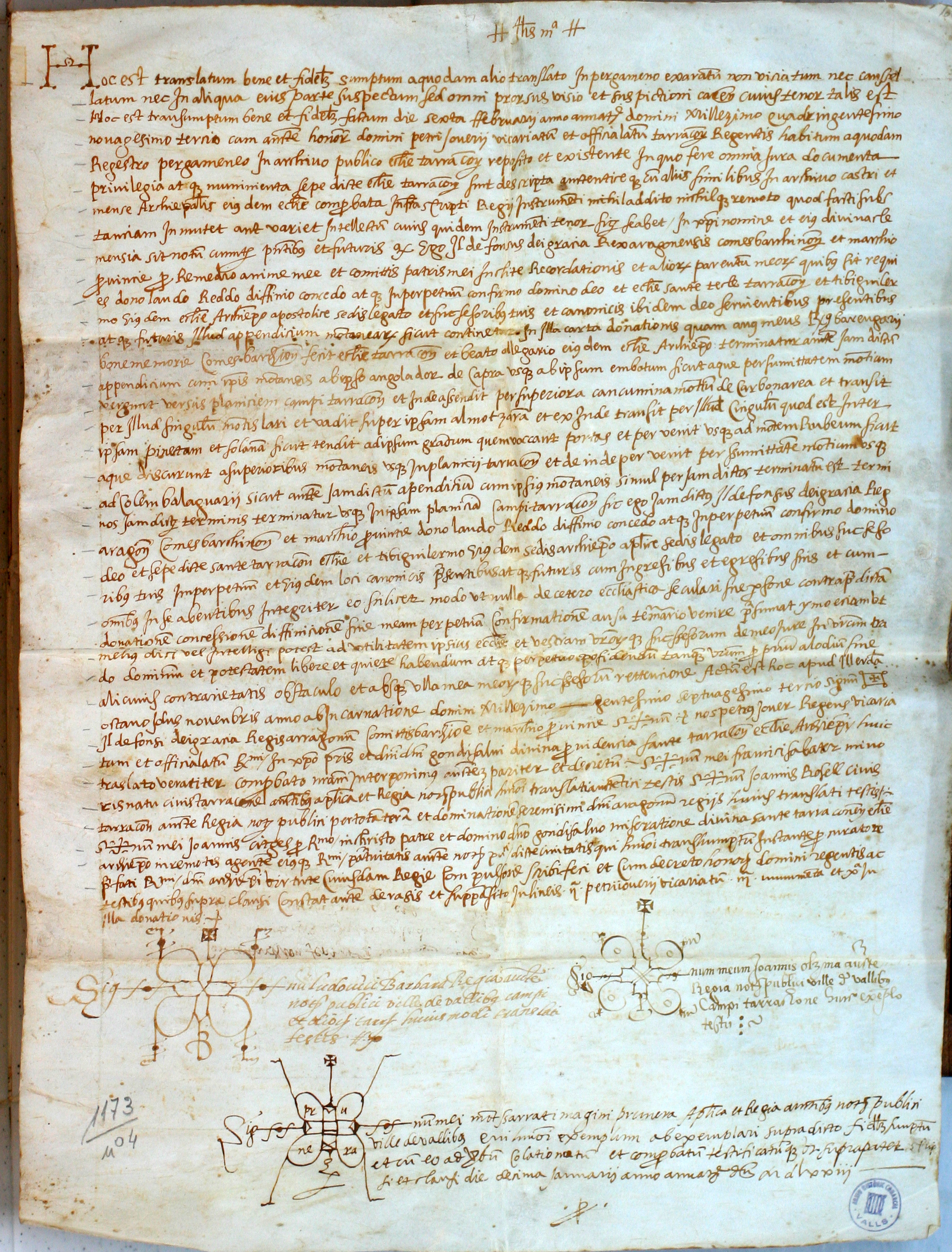
Donació del Camp de Tarragona per Ramon Berenguer III a l'arquebisbe Oleguer.

L'arxiu té com a coordenada temporal més remota la conquesta cristiana de la Catalunya Nova. Si bé l'original més antic que es conserva data de 1221 el pergamí adjunt remet a la donació del Camp de Tarragona que va fer Ramon Berenguer III al bisbe Oleguer l'any 1118. El document conservat a l'arxiu es tracta d'una còpia notarial feta el 10 de febrer de 1573 d'un original datat a Lleida el 6 de novembre de 1173.
El pergamí dibuixa doncs un marc espacial i de relacions senyorials. El punt de partida és 1118 i el segon estadi 1173 quan, un cop conquerides Tortosa, Lleida i Siurana i expulsada la família normanda dels Bordet, es replantejà l'equilibri de forces i el rei Alfons el Cast signà una nova concòrdia, que prengué la forma d'una confirmació. Aquesta confirmació continuava tenint vigència molts anys després, com ho demostra la còpia que en feu l'Església de Tarragona el 1493 i la còpia que ens ocupa, de 1573, encarregada amb tota probabilitat pel Comú de Valls.
D'acord amb la concòrdia, el règim senyorial de Valls fou en un primer moment de condomini i per això el rei Pere li concedí el privilegi de mercat el 1210, però això canvià quan el 1391 l'arquebisbe Vallterra comprà a carta de gràcia bona part dels drets reials sobre el Camp de Tarragona, incloent la vila i terme de Valls.
La senyoria de l'arquebisbe perdurà fins a l'extinció de les senyories jurisdiccionals a principis del s. XIX però des de finals del s. XVII rebé una forta contestació des de Valls, visible sobretot arran de la concessió del títol de ciutat per part de l'arxiduc Carles el 1709.

### Capbreu dels llocs i termes de Ramonet, Les Ordes i Fontscaldes

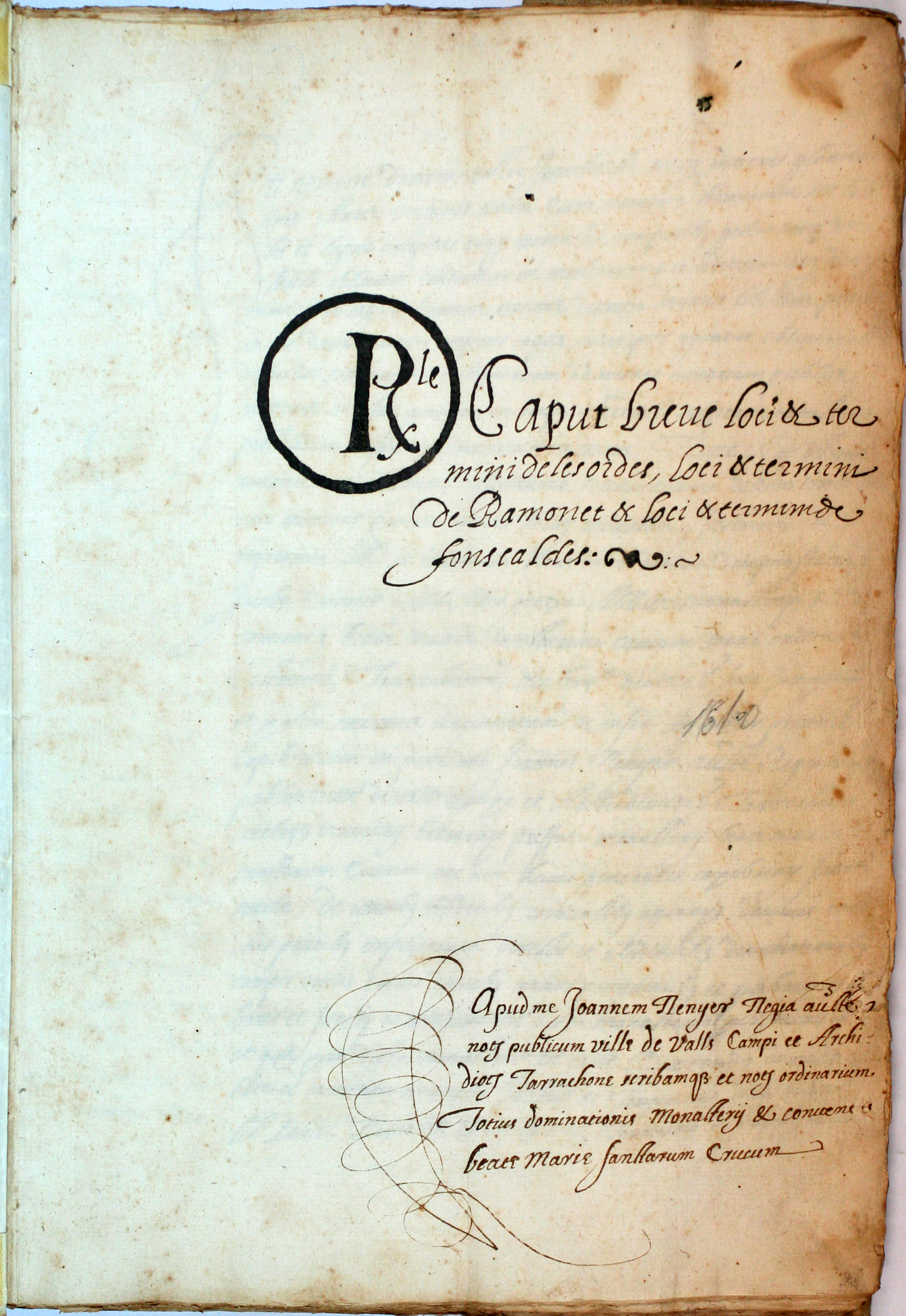
Capbreu dels llocs i termes de Ramonet, Les Ordes i Fontscaldes

Es conserva un capbreu dels llocs i termes de Ramonet, Les Ordes i Fontscaldes, datat del 4 de març de 1616 - 29 d'agost de 1616. Un capbreu era l'instrument del senyor -en aquest cas l'abat de Santes Creus-, per controlar el seu domini directe i, des de l'òptica actual, una font molt valuosa per al coneixement de la societat, la toponímia, l'organització del territori, els cultius o la renda senyorial.
El monestir de Santes Creus continua encara avui sent un referent a la comarca però se'n coneixen sobretot els orígens i el final, arran de la desamortització. No obstant, se'n poden fer nous estudis gràcies a la riquesa del fons notarial del districte (que es complementa amb el fons de l'Arxiu Històric Arxidiocesà de Tarragona i que només té alguna llacuna a mitjan s. XIX) i una mostra n'és aquest capbreu, que il·lustra un moment de canvi institucional, car coincideix amb la creació de la Congregació cistercenca de la Corona d'Aragó. La reacció de Santes Creus fou en principi de rebuig però a la mort de l'últim abat vitalici, Jaume Carnisser, s'hi acabà sumant el 1619. És precisament l'abat Carnisser qui ordenà capbrevar els termes de Ramonet, Les Ordes i Fontscaldes, molt propers a la terra dominicata, essent el notari Jaume Renyer, notari públic de Valls per autoritat reial i notari ordinari del monestir.
El fons notarial no recull però només les dades dels senyors sinó les de qualsevol persona que signés capítols matrimonials, fes testament, alguna compra venda, etc. de manera que resulta una font indispensable per a qualsevol investigació, des de les de caràcter genealògic, a les comptables o socials.

### Postals editades per les Milícies Antifeixistes de Catalunya
La col·lecció Mercadé conté la major part de documentació gràfica de l'arxiu. A banda de postals, té cartells, auques, cromos o gravats. En general el període de la Guerra Civil hi està ben representat. D'acord amb la renovació estètica del període trobem uns colors vius, un missatge clar i compromès i una gran força expressiva. En aquest cas concret veiem com es remarca la idea de lluita, tant al front com a la rereguarda (amb l'esforç industrial), i es reprodueix un lema que es farà famós arran de la defensa de Madrid però que presenta la particularitat d'estar escrit en català i ser editat pel Comitè de Milícies Antifeixistes, un organisme que actuà durant els primers temps de la Guerra o de la revolució, arraconant al govern de la Generalitat de Catalunya. L'organisme tenia competències en política, economia i defensa i estava dominat pels anarco-sindicalistes, malgrat que hi participessin tots els partits del Front Popular. S'entenen millor les imatges si se sap que el Comitè organitzà les milícies obreres i les columnes que partiren cap al front d'Aragó però tot i així resulta curiosa la utilització de l'estelada, que potser s'hauria de relacionar amb la columna Macià-Companys.

### Vista general de la ciutat de Valls

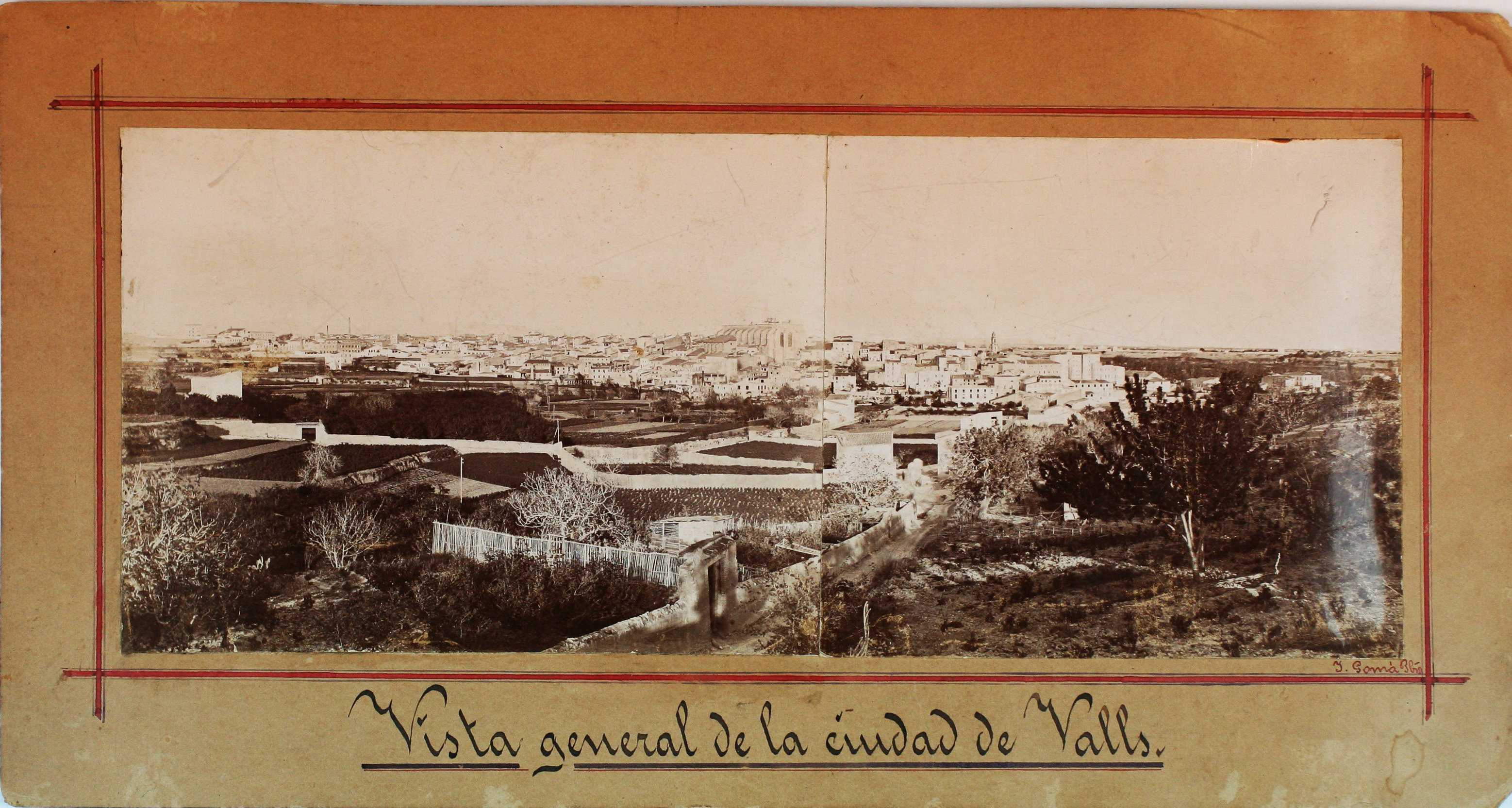
Vista general de la ciutat de Valls

L'arxiu guarda quantitativament poques fotografies i la major s'apleguen en el fons de Josep Ollé Rivares. Aquesta fotografia panoràmica de Valls és una de les més antigues i curioses. Certament existeixen fotografies similars de Valls de la dècada de 1870 però aquesta presenta la particularitat de l'enquadrament, des de la carretera de Picamoixons, oferint una imatge que ha restat gairebé inalterada, tret de la construcció del barri de les Comarques. Evidentment el fet més xocant és l'absència del campanar, que tot just s'estava construint, com indica la bastida que s'observa sobre l'església de Sant Joan. Un cop acabat, el campanar de Valls, construït amb ferro, esdevindrà el més alt de Catalunya.
Una altra curiositat de la fotografia és que sigui obra d'un fotògraf amateur, que domina aquesta difícil tècnica, però el que segurament la fa més rellevant és la identitat de l'autor, que no és altre que el prevere Isidre Gomà, fill de La Riba, futur cardenal primat de Toledo i apòstol de la idea de croada durant la Guerra Civil. D'Isidre Gomà es coneixia el seu interès per la fotografia i es conserven nombroses imatges d'ell amb la càmera al coll però el que ens aporta aquesta fotografia és una prova molt primerenca de la seva afició: Gomà va néixer el 1869 i fou ordenat sacerdot el juny de 1895.

### Ordre del comandant general interí del Principat de Catalunya a corregidors i justícies per tal que allotgin els mossos de l'esquadra de paisans del batlle de Valls, Pere Anton Veciana

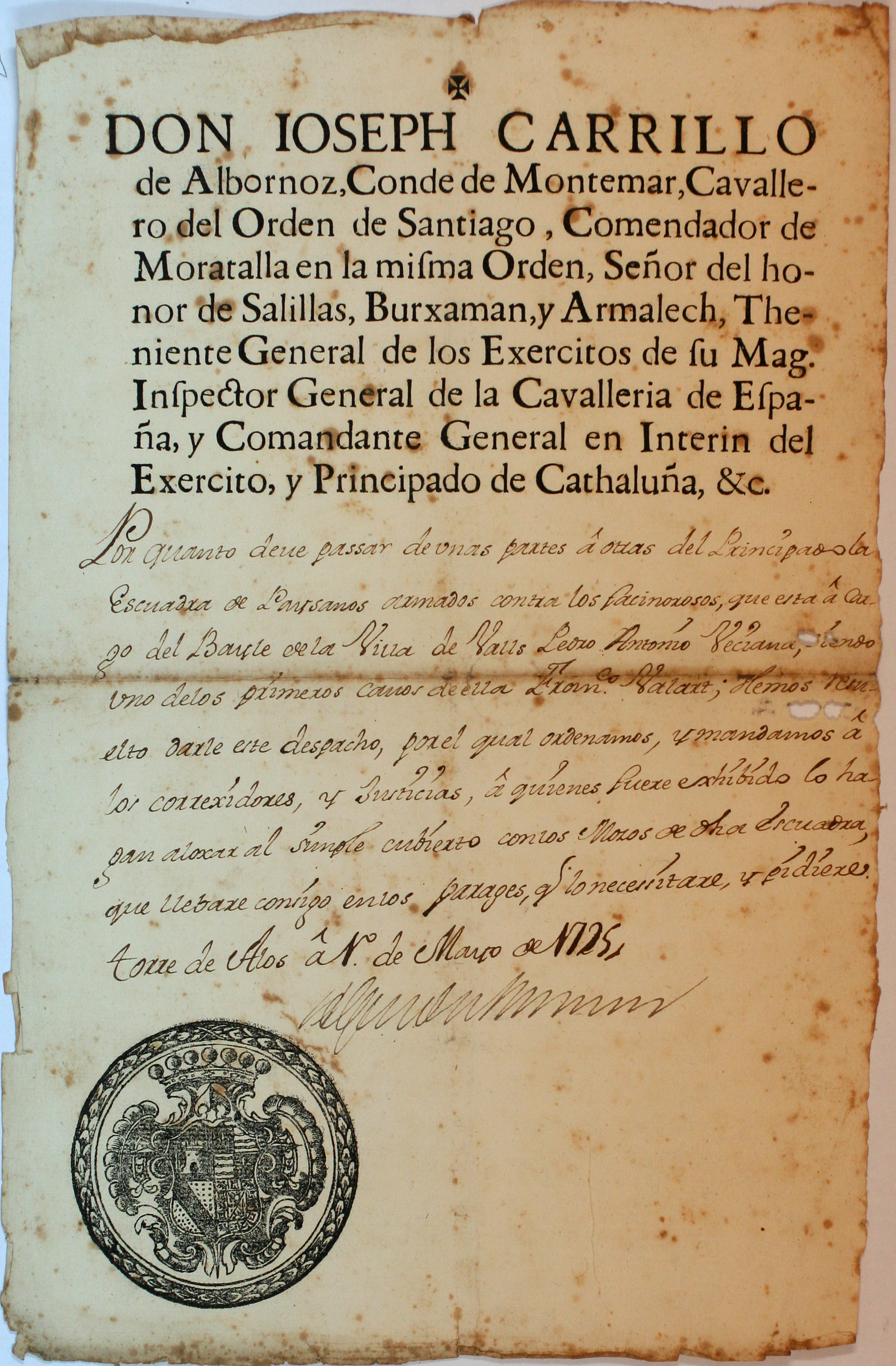
Ordre del comandant general

Si alguna documentació conserva l'arxiu comarcal que supera l'àmbit estrictament comarcal és la de la família Veciana. El fons originari es disgregà i ha arribat a l'arxiu per diferents vies: el gruix més important prové de la col·lecció d'Indaleci Castells (periodista, polític i erudit local), seguit per la col·lecció Mercadé i el fons Ajuntament de Valls. Entre totes les procedències sumarien més de 10.000 documents, majoritàriament dels anys 1720 a 1836, el període durant el qual els Veciana foren comandants hereditaris de les Esquadres de Catalunya i, en molts casos, batlles de Valls. La col·lecció reflecteix aquestes dues vessants i també la d'administració del patrimoni familiar i el seu ascens social. En la vessant més pública es ressegueixen les successives reorganitzacions del cos de les Esquadres, la seva expansió pel territori i la conflictivitat social del moment, des dels últims rebrots de la revolta austriacista, al bandolerisme (quan els mossos actuen com a policia de la Reial Audiència), la Guerra del Francès o la Guerra dels Malcontents.
En el document que es reprodueix es pot veure com als guerrillers austriacistes se'ls considera facciosos, com es parla ja de corregiments (nova ordenació territorial sorgida arran del decret de Nova Planta) i com els membres de l'esquadra s'allotgen a càrrec dels llocs per on passen, talment com els soldats, una mesura ben gravosa per a la població civil.

## Servei didàctic
El projecte de servei didàctic de l'arxiu té l'objectiu de donar a conèixer les funcions i els serveis de l'arxiu a la comunitat educativa, amb una doble finalitat: Transmetre als centres educatius i al professorat les possibilitats pedagògiques que els pot oferir l'arxiu i formar els alumnes com a futurs usuaris i ensenyar-los a respectar i valorar el patrimoni documental. S'elaboren quaderns didàctics dirigits a alumnes de primària, amb l'objectiu que els alumnes visitin l'arxiu comarcal i coneguin les seves funcions i els serveis que ofereix.